# Yumi

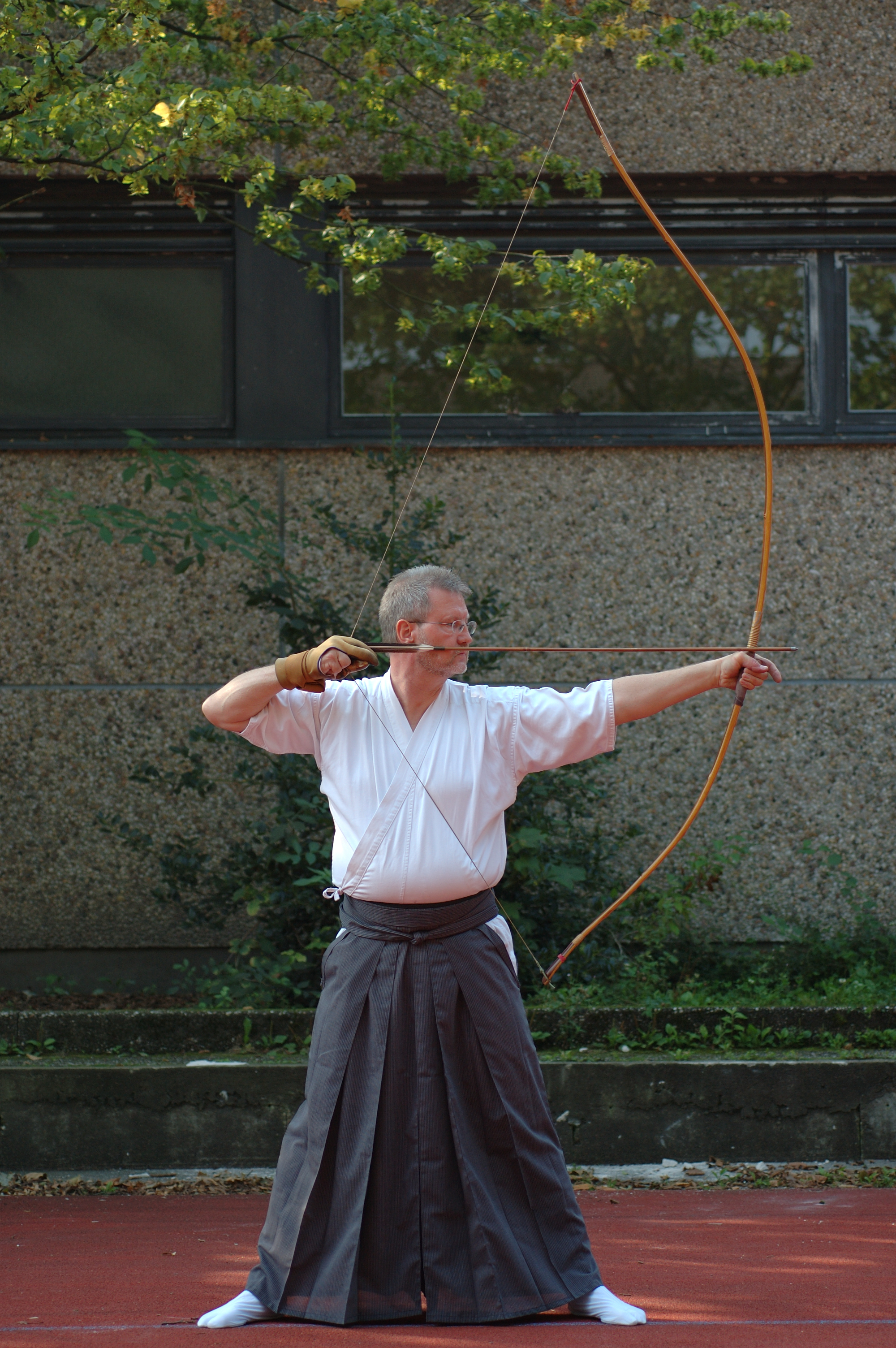
Kyudo-Schütze mit Langbogen

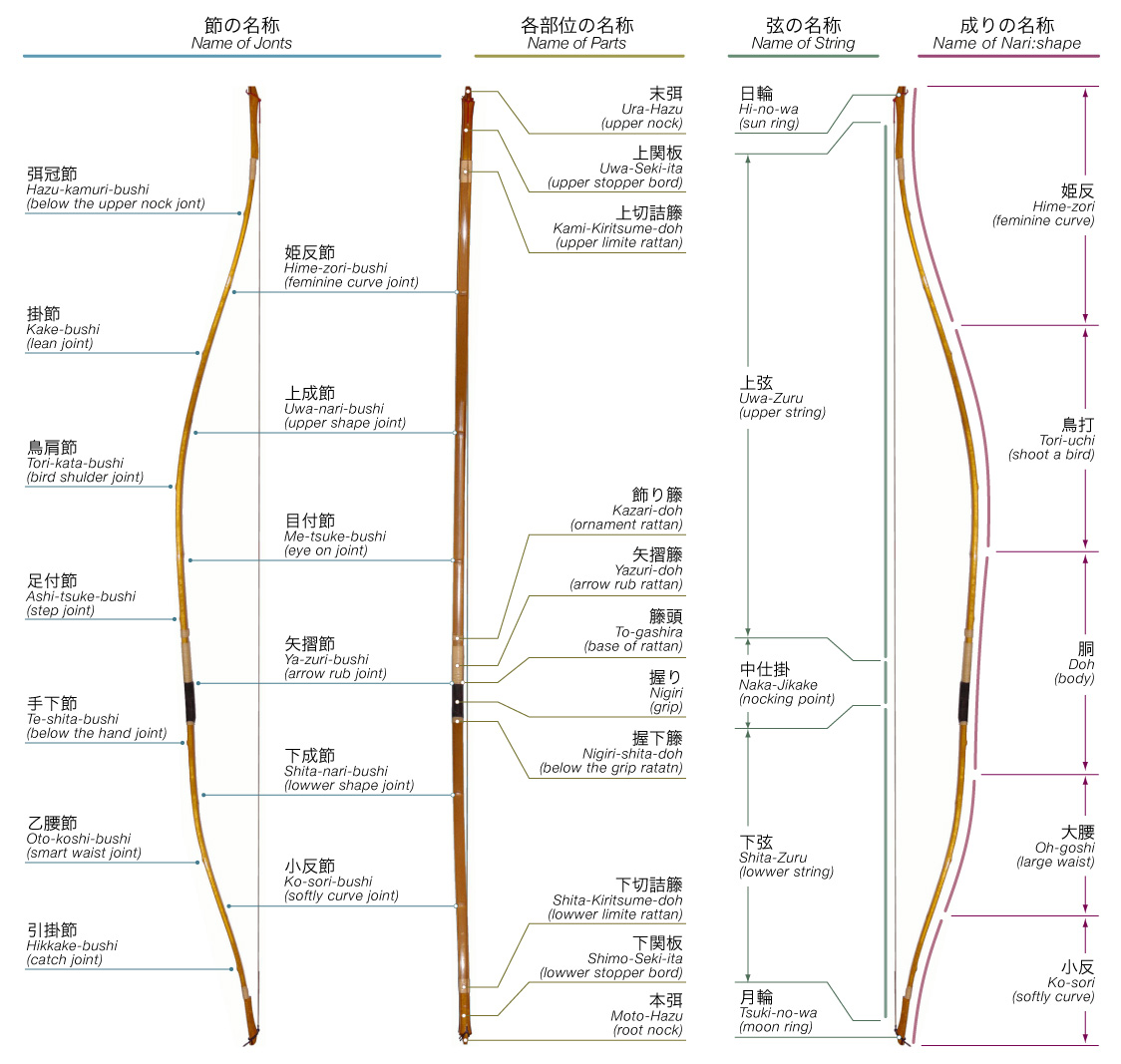
Schaubild

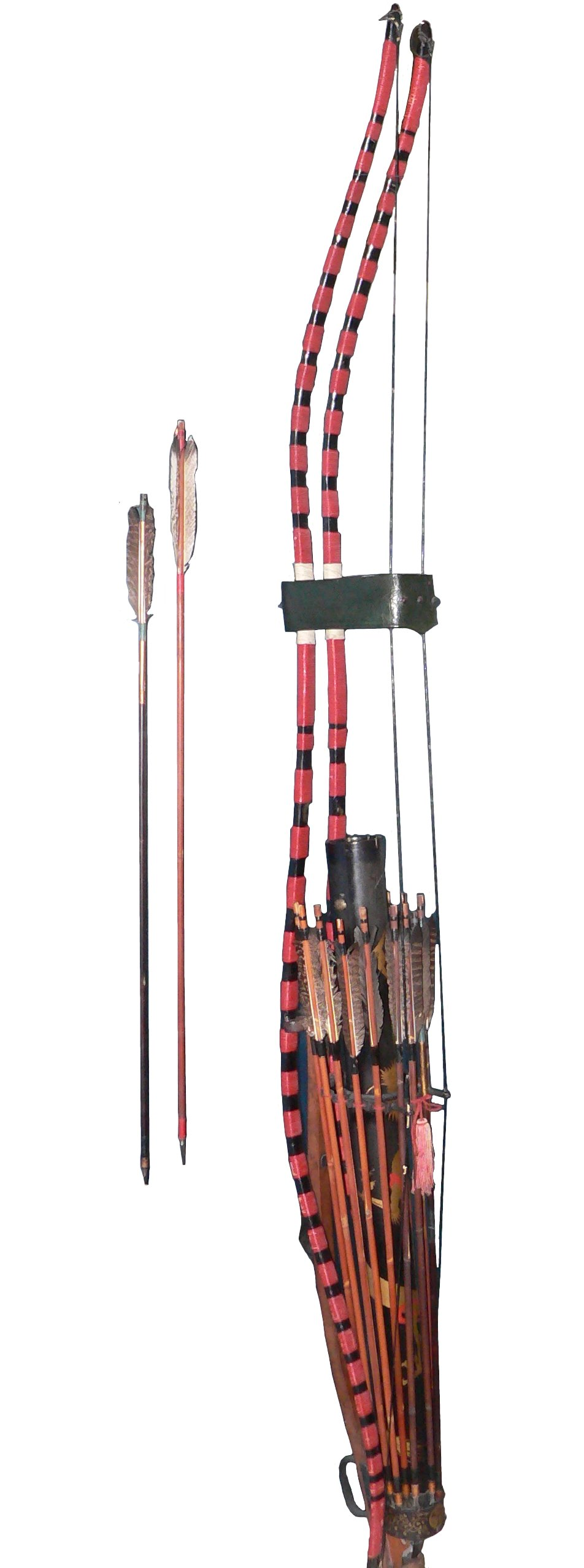
Yumi mit Köcher und Pfeilen

Ein Yumi (jap. 弓, Kun-Lesung: yumi, On-Lesung: kyū) ist ein japanischer Bogen. Die häufigsten Varianten sind der Langbogen (大弓, daikyū, wörtlich ‚Großbogen‘) und der Kurzbogen (半弓, hankyū, wörtlich ‚Halbbogen‘).
Das Bogenschießen war eine der ältesten Kampfkünste der Samurai. Der Bogen galt als die Verkörperung von Disziplin und Reinheit. Der Yumi gilt als der längste weltweit bekannte Langbogen.

## Geschichte
Bogen wurden in Japan schon im 3. Jahrhundert verwendet und ursprünglich aus unbehandeltem Holz angefertigt. Der aus diesen frühen Modellen entwickelte Langbogen war eine der gefürchtetsten Waffen der Samurai mit hoher Reichweite und Durchschlagskraft.
Bereits im 8. Jahrhundert wurde Kyūdō bei traditionellen Anlässen ausgeübt und stellte eine der wichtigsten Kriegskunst-Disziplinen dar, die ein Samurai erlernen musste.
Langbogen stellten lange Zeit die Schlüsselwaffe in jeder Schlacht des feudalen Japans dar. Die Samurai suchten sich im Kampf gezielt einen gegnerischen Bogenschützen heraus und lieferten sich mit diesem eine Art Fernkampfduell, anstatt geschlossen als Truppe zu agieren. Selbst als Mitte des 16. Jahrhunderts die ersten Feuerwaffen in Japan Einzug hielten, verlor der Bogen zunächst nicht an Bedeutung. Feuerwaffen benötigten Schießpulver und wurden zudem bei Regen oft unbrauchbar. Bogen waren weitaus verlässlicher und hatten in der Hand eines geübten Schützen annähernd dieselbe Reichweite bei höherer Schussrate.
Der japanische Bogen entwickelte sich zur Etikette und zum Statussymbol. In der heutigen Zeit wird der Yumi als Mittel zur Konzentration benutzt und ist in allen Schichten beliebt. Der heutzutage im Kyūdō verwendete Bogen unterscheidet sich kaum von seinem historischen Vorbild, dem Langbogen der Samurai. Der Umgang mit dem Langbogen, der Kyūdō (Weg des Bogens), erfreut sich auch heute noch großer Beliebtheit als Kampfsportart und zählt zu den ältesten der traditionellen japanischen Budō-Künste.
Seit alter Zeit hat der Bogen in Japan auch eine spirituelle und magische Bedeutung. Azusa yumi heißt der alte Typ des einfachen Langbogens, der als Musikbogen von Schamaninnen (itako) bei Heilungsritualen und von Tempeldienerinnen (miko) an Shintō-Schreinen verwendet wird.

## Aufbau
Für den Yumi wird ein Holzkern mit mehreren Bambusschichten verleimt, danach lackiert und teilweise mit Rattan umwickelt. Aus diesem Verbundmaterial gefertigte Bogen halten die Spannung wesentlich besser als ein einfacher Holzbogen. Die Bespannung, also die Bogensehne (弦, tsuru) besteht aus wachsüberzogener Hanf- oder Bastfaser, welche mit Seidenband am Korpus des Bogens befestigt werden; traditionell verwendete man weißes Seidenband am unteren und rotgefärbtes am oberen Ende.
Typisch für den Langbogen ist seine asymmetrische Form. Der Griff teilt den Bogen in einen kurzen unteren und einen erheblich längeren oberen Teil, wodurch sich diese Langbogen auch vom Pferderücken aus einsetzen ließen; diese Form war aber bereits vor Einführung der Pferde in Japan vorhanden. Außerdem ist die Vibration des asymmetrischen Bogens beim Schießen am Griff deutlich  geringer, da die stehende Welle der Vibration am Griff einen Knotenpunkt hat. Die Länge eines daikyu richtete sich nach der Auszugslänge, welche in etwa der halben Körpergröße des bushi (Kriegers) entsprach. Man unterschied die Standardlängen Sansun-tsumari (2,12 m), Namisun (2,21 m), Nisun-nobi (2,27 m), Yonsun-nobi (2,33 m), Rokusun-nobi (2,39 m) und Hassun-nobi (2,45 m). Neben dem Langbogen existierte eine Kurzbogen genannte, kürzere Variante, die zur Verwendung auf begrenztem Raum gedacht war, z. B. in Innenräumen oder zwischen dichtstehenden Bäumen; außerdem der Kago Hankyū, ein Miniaturbogen, welcher selbst aus einer engen Sänfte heraus abgeschossen werden konnte.

## Pfeile
Die Pfeile (矢, ya) bestanden aus einem Bambusschaft, welcher in einer Mulde mit stark erhitztem Sand begradigt wurde. Für die Befiederung verwendete man Adler-, Habichts-, Kranich- oder Pfauenfedern. Pfeilspitzen wurden von eigens darauf spezialisierten Schmieden hergestellt. Es existierten drei Hauptformen:
1. Eine schmale, vierseitige Pfeilspitze, die nach dem Vorbild eines Blattes geformt war und auch danach benannt wurde (eine beliebte Form war z. B. sasa no ha ‚Bambusblatt‘); die schmale Blattform eignete sich, um die Rüstung eines Gegners zu durchschlagen.
2. Hirane, eine mit Stacheln versehene Pfeilspitze mit dünnem Blatt.
3. Karimata, eine gegabelte Form.

## Köcher
Der Köcher (靫, utsubo) bestand aus Urushi-lackiertem Bambus und war am Boden mit einer Klappe versehen, so dass Pfeile auch nach unten aus dem Köcher gezogen werden konnten.